# دونالد غرانثام
دونالد غرانثام (بالإنجليزية: Donald Grantham)‏ هو ملحن أمريكي، ولد في 9 نوفمبر 1947 في دنكان في الولايات المتحدة.

## وصلات خارجية
- الموقع الرسمي
- دونالد غرانثام على موقع ميوزك برينز (الإنجليزية)
- دونالد غرانثام على موقع أول ميوزيك (الإنجليزية)
- دونالد غرانثام على موقع ديسكوغز (الإنجليزية)